# De'Longhi
De'Longhi é a maior fabricante europeia de aparelhos eletroportáteis. Está sediada em Treviso, Itália.

## História
A empresa foi fundada em 1902 pela família De'Longhi como uma pequena fábrica de peças industriais.
A companhia, historicamente, a maior fabricante de aquecedores e condicionadores de ar expandiu-se em todos os setores de eletroportáteis, especialmente em máquinas de café e equipamentos para cozinha, mas também produtos para limpeza doméstica e lavanderia.
Em 16 de fevereiro de 2001, adquiriu a fabricante britânica de eletroportáteis Kenwood Limited, numa operação de 45,9 milhões de libras. Atualmente o grupo De'Longhi é constituindo de marcas como De'Longhi, Kenwood, Ariete, Elba, Radel, Simac, Supercalor, Superclima, Ariagel, Braun, Climaveneta e Vetrella. No Brasil, existem as marcas Kenwood, De'Longhi, Ariete e Braun.
A De'Longhi hoje tem seu capital aberto na Bolsa de Milão.
Ao todo, a empresa opera 13 unidades de produção em todo mundo, porém o design e a engenharia de todos os produtos permanece na Itália. A companhia conta com mais de 40 filiais internacionais e 6500 funcionários (dados de 2007), estando presente em mais de 80 países no mundo. As vendas internacionais representam grande parte das receitas totais do grupo, que superou 1,53 bilhões de euros em 2008.

## Prêmios
Dentre os prêmios de design como o IF, PLUS X e Red Dot conquistados pelos produtos De'Longhi, destaca-se que sua linha completa de aparelhos de cozinha 'Esclusivo' ganhou o Red Dot Design Award em 2007. Já em 2009, foi concedido a De'Longhi o título de empresa mais inovadora do ano nos segmentos em que atua pelo mundialmente reconhecido PLUS X award. Além disso, a revista Home Furnishing News reconheceu Giocomo Borin, diretor do departamento de Design da De'Longhi, como um dos 50 designers mais influentes do mundo.